# Cohors II Batavorum
Die Cohors II Batavorum [civium Romanorum] [pia fidelis] [milliaria] [equitata] (deutsch 2. Kohorte der Bataver [der römischen Bürger] [loyal und treu] [1000 Mann] [teilberitten]) war eine römische Auxiliareinheit. Sie ist durch Militärdiplome sowie durch Inschriften belegt.

## Namensbestandteile
- Batavorum: Die Soldaten der Kohorte wurden bei Aufstellung der Einheit aus dem Volk der Bataver rekrutiert.

- civium Romanorum: der römischen Bürger bzw. mit römischem Bürgerrecht. Den Soldaten der Einheit war das römische Bürgerrecht zu einem bestimmten Zeitpunkt verliehen worden (vermutlich von Trajan während seines 2. Dakerkrieges).[1] Für Soldaten, die nach diesem Zeitpunkt in die Einheit aufgenommen wurden, galt dies aber nicht. Sie erhielten das römische Bürgerrecht erst mit ihrem ehrenvollen Abschied (Honesta missio) nach 25 Dienstjahren. Der Zusatz kommt in dem Militärdiplom (RMD-04,223) vor.

- pia fidelis: loyal und treu. Die Ehrenbezeichnung wurde wahrscheinlich von Trajan während seines 2. Dakerkrieges verliehen.[1] Der Zusatz kommt in dem Militärdiplom (RMD-04,223) vor.

- milliaria: 1000 Mann. Je nachdem, ob es sich um eine Infanterie-Kohorte (Cohors milliaria peditata) oder einen gemischten Verband aus Infanterie und Kavallerie (Cohors milliaria equitata) handelt, lag die Sollstärke der Einheit entweder bei 800 oder 1040 Mann. In dem Militärdiplom (CIL 16, 42) wird statt milliaria das Zeichen {\displaystyle \infty } verwendet.

- equitata: teilberitten. Die Einheit war ein gemischter Verband aus Infanterie und Kavallerie. Der Zusatz kommt in der Inschrift (AE 1969/70, 526) vor.

Die Einheit war eine Cohors milliaria equitata. Die Sollstärke der Einheit lag daher bei 1040 Mann, bestehend aus 10 Centurien Infanterie mit jeweils 80 Mann sowie 8 Turmae Kavallerie mit jeweils 30 Reitern.

## Geschichte
Der erste Nachweis der Einheit in der Provinz Pannonia beruht auf einem Militärdiplom, das auf das Jahr 98 n. Chr. datiert ist. In dem Diplom wird die Kohorte als Teil der Truppen (siehe Römische Streitkräfte in Pannonia) aufgeführt, die in Pannonia unter dem Statthalter Gnaeus Pinarius Aemilius Cicatricula Pompeius Longinus stationiert waren. Ein weiteres Militärdiplom, das auf 112 datiert ist, belegt die Einheit in der Provinz Pannonia Superior.
Der erste Nachweis der Einheit in der Provinz Noricum beruht auf einem Militärdiplom, das auf 131/133 datiert ist. In dem Diplom wird die Kohorte als Teil der Truppen aufgeführt, die in Noricum stationiert waren. Ein weiteres Militärdiplom, das auf 135/138 datiert ist, belegt die Einheit in derselben Provinz.

## Standorte

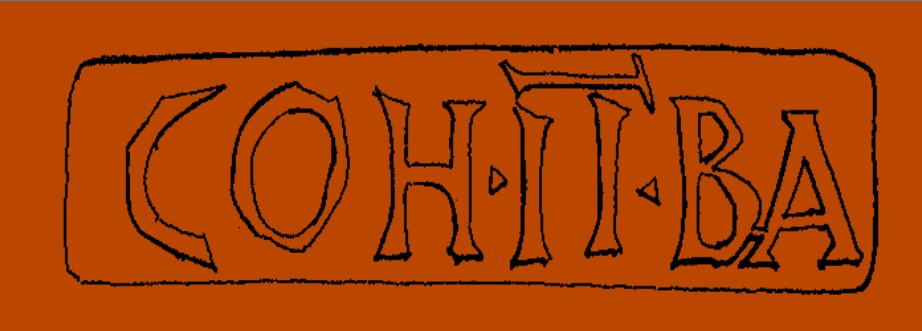
Rekonstruierter röm. Ziegelstempel der Cohors II Batavorum, gefunden beim Kastell Klosterneuburg

Standorte der Kohorte in Pannonia waren möglicherweise:
- Kastell Klosterneuburg[3][A 1]
- Vetus Salina[3]

Standorte der Kohorte in Noricum waren möglicherweise:
- Favianis[A 1]
- Lentia[A 1]

Bei Utrecht (Provinz Germania inferior) wurden Ziegel mit dem Stempel C II BB VI gefunden (AE 1936, 111, AE 1939, 283); die Kohorte könnte sich zur Zeit des Iulius Civilis oder kurz danach dort aufgehalten haben. Laut Barnabás Lőrincz war die Einheit in den 90ern in der Provinz Moesia inferior stationiert.

## Angehörige der Kohorte
Folgende Angehörige der Kohorte sind bekannt.

### Kommandeure
Die Kommandeure standen alle im Range eines Präfekten.
- [.]us Severus (AE 1969/70, 526)
- C. Titius Maximus (um 86/87) (AE 1963, 102)
- L(ucius) Vitellius (um 131/133): er wird auf dem Diplom (CIL 16, 174) als Kommandeur der Kohorte genannt.

### Sonstige
- Iulius Adventus (CIL 8, 21668)
- Octavius, ein Soldat: das Diplom (CIL 16, 174) wurde für ihn ausgestellt.